# Bruno Henrique (ur. 1989)
Bruno Henrique Corsini (ur. 21 października 1989 w Apucaranie) – brazylijski piłkarz pochodzenia włoskiego występujący na pozycji środkowego lub defensywnego pomocnika, od 2023 roku zawodnik Internacionalu.